# Südlicher Warzenbeißer
Der Südliche Warzenbeißer (Decticus albifrons) ist eine Art aus der Unterordnung der Langfühlerschrecken und ein naher Verwandter des in Mitteleuropa heimischen Warzenbeißers.

## Verbreitung
Der Südliche Warzenbeißer ist in Europa auf den Mittelmeerraum und Südosteuropa beschränkt, es liegen keine Funde nördlich der Alpen vor.

## Merkmale
Die Art ähnelt in der Gestalt dem in fast ganz Europa verbreiteten Warzenbeißer (Decticus verrucivorus), ist aber meist etwas größer (32–40 mm) und niemals grün gefärbt. Wichtiges Unterscheidungsmerkmal des Südlichen Warzenbeißers sind die stark verlängerten Flügel, die bei nach hinten gestreckten Beinen deutlich die Hinterknie überragen. Ein weiteres Erkennungszeichen ist der breite weiße Saum des Halsschildes (albifrons (lat.) bedeutet etwa weiße Vorderseite).

## Lebensweise
Im Gegensatz zum Warzenbeißer hält sich der Südliche Warzenbeißer meist im Gebüsch auf, manchmal auch in Bäumen. Sein Gesang besteht aus einem lauten Ticken und ähnelt damit dem des Warzenbeißers, ist aber noch lauter.